# Большая Туеска
Большая Туеска — река в России, протекает в Верхнекамском районе Кировской области. Устье реки находится в 1067 км по правому берегу реки Вятки. Длина реки составляет 14 км. В 5,4 км от устья принимает слева реку Малая Туеска.
Исток реки в болотах около урочища Шутова Деревня в 9 км к северо-западу от города Кирс. Река течёт на юго-запад по ненаселённому заболоченному лесу. Впадает в Вятку в 7 км к северо-западу от города Кирс. Ширина реки у устья — 12 метров.

## Данные водного реестра
По данным государственного водного реестра России относится к Камскому бассейновому округу, водохозяйственный участок реки — Вятка от истока до города Киров, без реки Чепца, речной подбассейн реки — Вятка. Речной бассейн реки — Кама.
По данным геоинформационной системы водохозяйственного районирования территории РФ, подготовленной Федеральным агентством водных ресурсов:
- Код водного объекта в государственном водном реестре — 10010300212111100030221
- Код по гидрологической изученности (ГИ) — 111103022
- Код бассейна — 10.01.03.002
- Номер тома по ГИ — 11
- Выпуск по ГИ — 1